# Коморане (Крушевац)
Коморане је насељено место града Крушевца у Расинском округу. Према попису из 2022. било је 107 становника (према попису из 1991. било је 137 становника).
Овде се налази Манастир Коморане.

## Историја
До Другог српског устанка Коморане (тада Коморани) се налазило у саставу Османског царства. Након Другог српског устанка Коморане улази у састав Кнежевине Србије и административно је припадало Јагодинској нахији и Темнићској кнежини све до 1834. године када је Србија подељена на сердарства.

## Демографија
У насељу Коморане живи 94 пунолетна становника, а просечна старост становништва износи 42,3 година (39,8 код мушкараца и 45,0 код жена). У насељу има 29 домаћинстава, а просечан број чланова по домаћинству је 3,90.
Ово насеље је великим делом насељено Србима (према попису из 2002. године), а у последња три пописа, примећен је пад у броју становника.
|  |

| Демографија | Демографија | Демографија |
| Година      | Становника  | Становника  |
| ----------- | ----------- | ----------- |
| 1948.       | 118         |             |
| 1953.       | 122         |             |
| 1961.       | 139         |             |
| 1971.       | 141         |             |
| 1981.       | 156         |             |
| 1991.       | 137         | 133         |
| 2002.       | 113         | 127         |

| Етнички састав према попису из 2002.‍ | Етнички састав према попису из 2002.‍ | Етнички састав према попису из 2002.‍ | Етнички састав према попису из 2002.‍ | Етнички састав према попису из 2002.‍ |
| ------------------------------------ | ------------------------------------ | ------------------------------------ | ------------------------------------ | ------------------------------------ |
|                                      |                                      |                                      |                                      |                                      |
| Срби                                 | Срби                                 |                                      | 111                                  | 98,23%                               |
| Руси                                 | Руси                                 |                                      | 1                                    | 0,88%                                |
| непознато                            | непознато                            |                                      | 1                                    | 0,88%                                |

| Коморане у пописима Јагодинске нахије — од 1818. до 1829.                         |       |       |       |       |       |       |          |       |       |       |       |       |
| Година пописа                                                                     | 1818. | 1819. | 1820. | 1821. | 1822. | 1823. | 1824/25. | 1825. | 1826. | 1827. | 1828. | 1829. |
| Куће                                                                              | 4     | 4     | 4     | 4     | 4     | 5     | 5        | 5     | 5     | 5     | 5     | 5     |
| Пореске главе*                                                                    | -     | 4     | 4     | 4     | 4     | 5     | 6        | 6     | 6     | 6     | 6     | 6     |
| Арачке главе**                                                                    | 5     | 5     | 5     | 6     | 6     | 8     | 11       | 12    | 14    | 14    | 14    | 15    |
| *Пореске главе = Ожењени мушкарци \| ** Арачке главе = Мушкарци од 7 до 70 година |       |       |       |       |       |       |          |       |       |       |       |       |

| Година пописа     | 1948. | 1953. | 1961. | 1971. | 1981. | 1991. | 2002. |
| ----------------- | ----- | ----- | ----- | ----- | ----- | ----- | ----- |
| Број домаћинстава | 26    | 29    | 33    | 34    | 34    | 29    | 29    |

| Број чланова      | 1 | 2 | 3 | 4 | 5 | 6 | 7 | 8 | 9 | 10 и више | Просек |
| ----------------- | - | - | - | - | - | - | - | - | - | --------- | ------ |
| Број домаћинстава | 3 | 4 | 5 | 6 | 6 | 2 | 3 | 0 | 0 | 0         | 3,90   |

| Пол    | Укупно | Неожењен/Неудата | Ожењен/Удата | Удовац/Удовица | Разведен/Разведена | Непознато |
| ------ | ------ | ---------------- | ------------ | -------------- | ------------------ | --------- |
| Мушки  | 50     | 14               | 31           | 5              | 0                  | 0         |
| Женски | 46     | 2                | 32           | 11             | 1                  | 0         |
| УКУПНО | 96     | 16               | 63           | 16             | 1                  | 0         |

| Пол    | Укупно                    | Пољопривреда, лов и шумарство | Рибарство                            | Вађење руде и камена | Прерађивачка индустрија       |
| ------ | ------------------------- | ----------------------------- | ------------------------------------ | -------------------- | ----------------------------- |
| Мушки  | 34                        | 32                            | 0                                    | 0                    | 0                             |
| Женски | 16                        | 16                            | 0                                    | 0                    | 0                             |
| УКУПНО | 50                        | 48                            | 0                                    | 0                    | 0                             |
| Пол    | Производња и снабдевање   | Грађевинарство                | Трговина                             | Хотели и ресторани   | Саобраћај, складиштење и везе |
| Мушки  | 0                         | 1                             | 0                                    | 0                    | 0                             |
| Женски | 0                         | 0                             | 0                                    | 0                    | 0                             |
| УКУПНО | 0                         | 1                             | 0                                    | 0                    | 0                             |
| Пол    | Финансијско посредовање   | Некретнине                    | Државна управа и одбрана             | Образовање           | Здравствени и социјални рад   |
| Мушки  | 0                         | 0                             | 0                                    | 0                    | 0                             |
| Женски | 0                         | 0                             | 0                                    | 0                    | 0                             |
| УКУПНО | 0                         | 0                             | 0                                    | 0                    | 0                             |
| Пол    | Остале услужне активности | Приватна домаћинства          | Екстериторијалне организације и тела | Непознато            | Непознато                     |
| Мушки  | 0                         | 0                             | 0                                    | 1                    | 1                             |
| Женски | 0                         | 0                             | 0                                    | 0                    | 0                             |
| УКУПНО | 0                         | 0                             | 0                                    | 1                    | 1                             |